# ウィルソン郡 (ノースカロライナ州)
ウィルソン郡（英: Wilson County）は、アメリカ合衆国ノースカロライナ州の郡である。人口は7万8784人（2020年）。郡庁所在地はウィルソンであり、同郡で人口最大の都市である。

## 歴史
ウィルソン郡は1855年にエッジコム郡、ジョンストン郡、ナッシュ郡、ウェイン郡のそれぞれ一部を合わせて設立された。郡名は、エッジコム郡選出の州議会議員だったルイス・ディクソン・ウィルソンに因んで名付けられた。ウィルソンは米墨戦争では大佐であり、1847年にベラクルスで熱病のために死亡した。

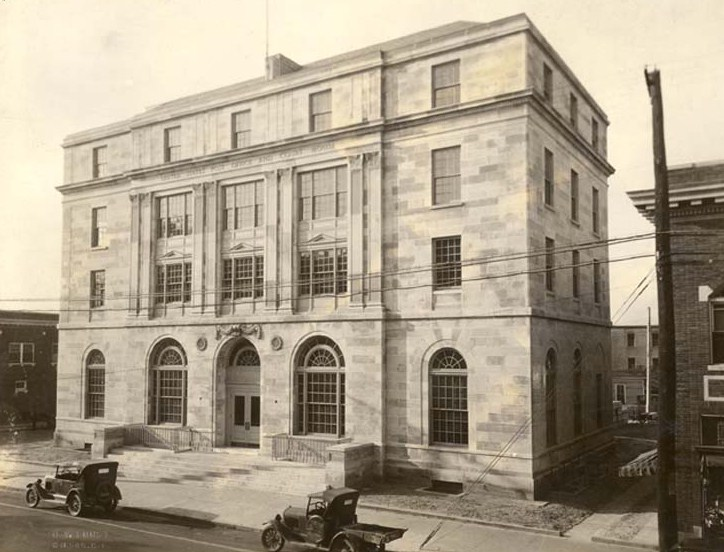
イマジネーション・ステーション科学博物館、元連邦裁判所と郵便局、ウィルソン市、1928年

## 郡政府
ウィルソン郡は、地域自治体の組織であるアッパー・コースタル・プレーン自治体委員会のメンバーである。

## 地理
アメリカ合衆国国勢調査局に拠れば、郡域全面積は374平方マイル (970 km2)であり、このうち陸地371平方マイル (960 km2)、水域は3平方マイル (7.8 km2)で水域率は0.85%である。

### 郡区
ウィルソン郡は10の郡区に分割されている。ブラッククリーク、クロスローズ、ガードナーズ、オールドフィールド、サラトガ、スプリングヒル、スタントンズバーグ、テイラーズ、トイスノット、ウィルソンの各郡区である。

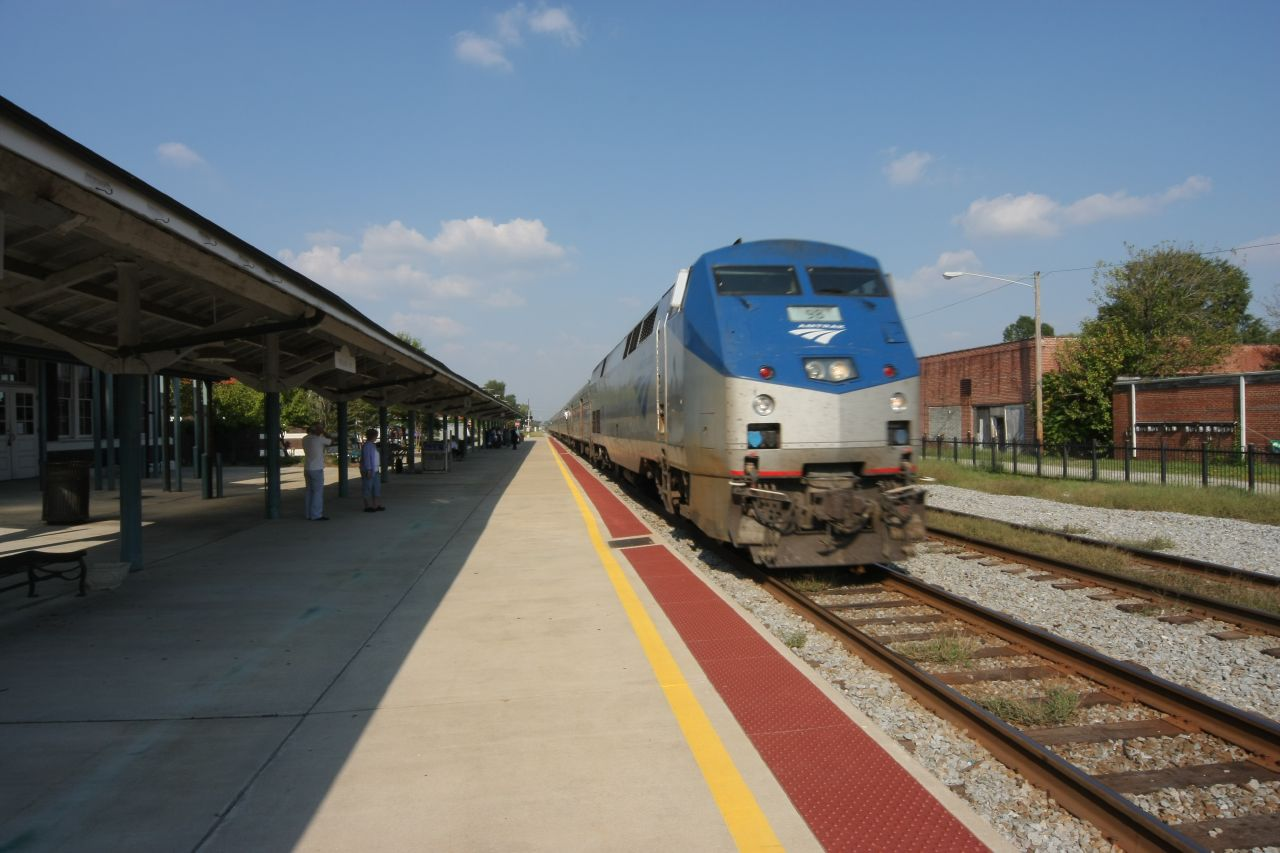
ウィルソン駅に入ってくるアムトラックのパルメット号列車

### 隣接する郡
- ナッシュ郡 - 北
- エッジコム郡 - 北東
- ピット郡 - 東
- グリーン郡 - 南東
- ウェイン郡 - 南
- ジョンストン郡 - 南西

## 人口動態
以下は2000年国勢調査による人口統計データである。
| 基礎データ - 人口: 73,814人 - 世帯数: 28,613 世帯 - 家族数: 19,771 家族 - 人口密度: 77人/km2（199人/mi2） - 住居数: 30,729軒 - 住居密度: 32軒/km2（83軒/mi2） 人種別人口構成 - 白人: 55.83% - アフリカン・アメリカン: 39.33% - ネイティブ・アメリカン: 0.27% - アジア人: 0.42% - 太平洋諸島系: 0.02% - その他の人種: 3.21% - 混血: 0.92% - ヒスパニック・ラテン系: 6.04% | 年齢別人口構成 - 18歳未満: 25.6% - 18-24歳: 9.1% - 25-44歳: 28.8% - 45-64歳: 23.6% - 65歳以上: 12.9% - 年齢の中央値: 36歳 - 性比（女性100人あたり男性の人口） - 総人口: 91.3 - 18歳以上: 87.2 世帯と家族（対世帯数） - 18歳未満の子供がいる: 31.9% - 結婚・同居している夫婦: 48.1% - 未婚・離婚・死別女性が世帯主: 16.5% - 非家族世帯: 30.9% - 単身世帯: 26.4% - 65歳以上の老人1人暮らし: 10.2% - 平均構成人数 - 世帯: 2.54人 - 家族: 3.03人 | 収入と家計 - 収入の中央値 - 世帯: 33,116米ドル - 家族: 41,551米ドル - 性別 - 男性: 30,364米ドル - 女性: 21,997米ドル - 人口1人あたり収入: 17,102米ドル - 貧困線以下 - 対人口: 18.5% - 対家族数: 13.8% - 18歳未満: 24.7% - 65歳以上: 21.3% |

## 都市と町

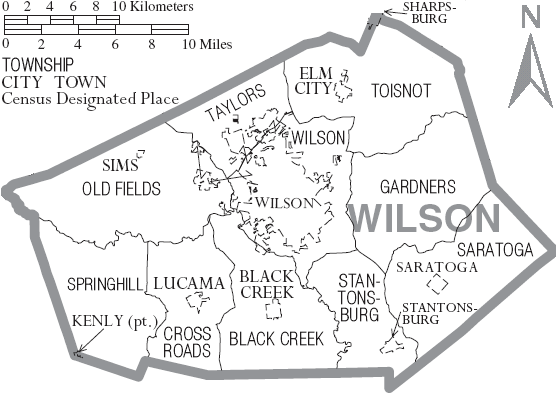
ウィルソン郡の自治体と郡区

- ウィルソン - 郡庁所在地
- ブラッククリーク
- エルムシティ
- ルカマ
- サラトガ
- シムズ
- スタントンズバーグ